# Raoul Reinert

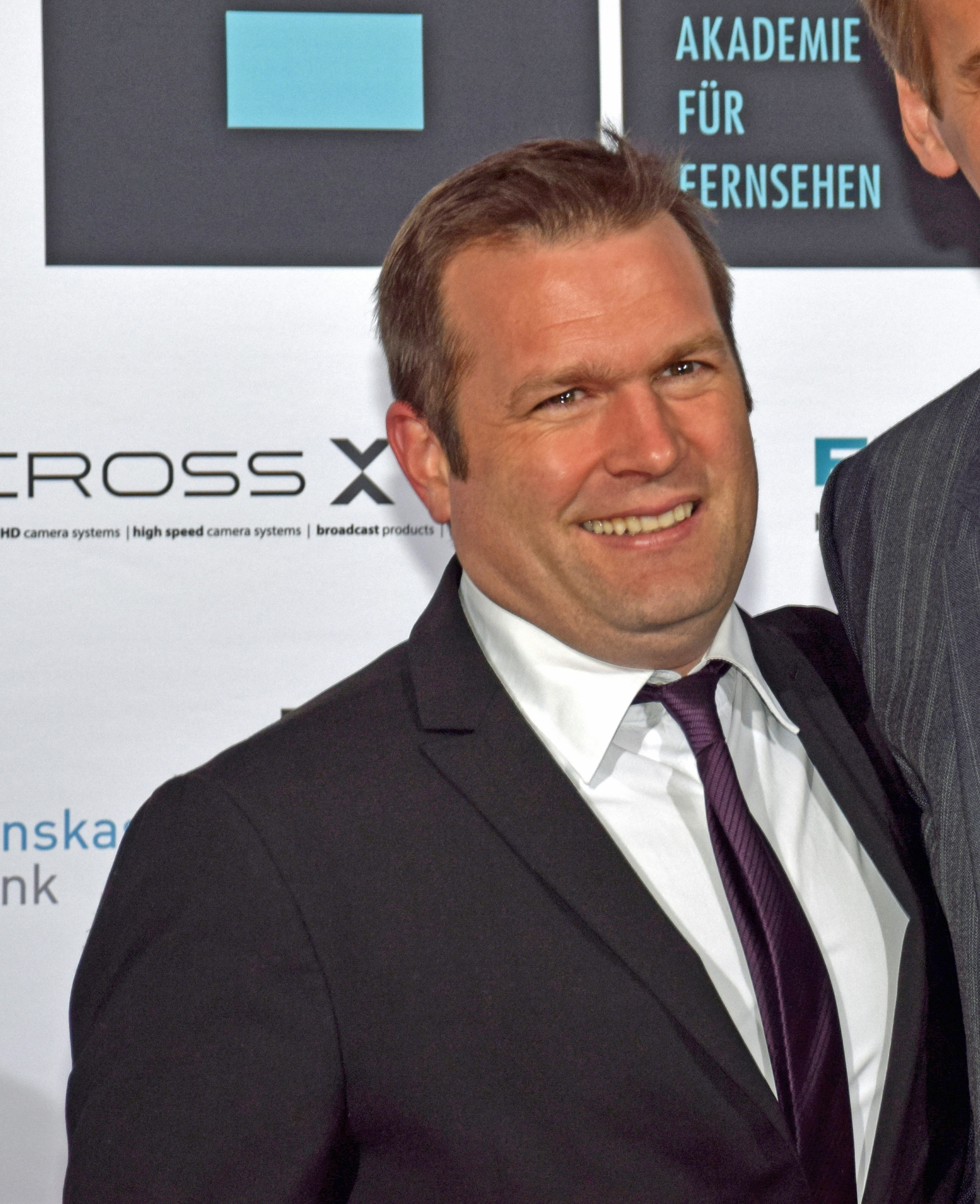
Raoul Reinert bei der Preisverleihung der Deutschen Akademie für Fernsehen 2015

Raoul Reinert (* 3. März 1975 in Karlsruhe) ist  ein deutscher Filmproduzent, Dramaturg, Drehbuchautor und Rechtsanwalt.

## Leben
Raoul Reinert absolvierte 1994 sein Abitur am Albertus-Magnus-Gymnasium in Ettlingen. Danach studierte er Rechtswissenschaften in Heidelberg währenddessen er schon in Paris bei Ciby 2000 und in London bei IAC Films an der europäischen Kinoluft schnupperte. Nach der Ersten Juristischen Staatsprüfung 1999 und der Referendarsausbildung am Landgericht Mannheim schloss er 2001 seine juristische Ausbildung, für und neben der er im Medienbereich bei Eurosport in Paris tätig war, mit dem Assessorexamen ab. 2002 bis 2004 absolvierte er ein Diplom-Aufbaustudium Film an der Universität Hamburg, der heutigen Hamburg Media School, das er als Diplom-Filmproduzent mit Auszeichnung und 30 internationalen Preisen für seine Kurzfilme abschloss. Bei Zide/Perry Entertainment in Los Angeles und an der UCLA vertiefte er sein Knowhow. Er arbeitete als Producer bis 2006 für die Bavaria Film in der internationalen Koproduktion und von 2007 bis 2009 für die Studio-Hamburg-Tochter Polyphon Film. Seit 2009 ist er geschäftsführender Gesellschafter und Produzent der Hamburger Cuckoo Clock Entertainment GmbH & Co. KG und zugelassener Rechtsanwalt mit Ausbildung zum Fachanwalt für Urheber- und Medienrecht. 2020 bis 2022 arbeitete er auch als Produzent für die Spiegel-TV-Tochter Aspekt Telefilm-Produktion in Hamburg. Seit Januar 2024 ist er auch als Produzent bei der Hamburger Animationsschmiede Ulysses Filmproduktion tätig. Er ist Mitglied der Deutschen und der Europäischen Filmakademie.
Vor seiner filmischen Tätigkeit gewann er basierend auf der Erfindung von Technikern mit einem Chip im Ball und Mikrowellentechnik mit der Cairos technologies AG und seinem Businessplan den Innovationspreis der Deutschen Wirtschaft in der Kategorie der Start-ups. Er war auch als Markenreferent bei der Merck KGaA tätig.
Im 2011 lief seine erste große Kinoproduktion Der ganz große Traum in den Kinos. Der Film erhielt drei Nominierungen zum Deutschen Filmpreis, gewann 10 internationale Festivals und wurde in über 80 Länder verkauft. Bekannt ist er auch für die erfolgreichen TV-Verfilmungen der Dengler-Romane von Krimipreisträger Wolfgang Schorlau durch Film-, Fernseh- und Grimmepreisträger Lars Kraume mit Filmpreisträger Ronald Zehrfeld und Birgit Minichmayr in den Hauptrollen für das ZDF und der Comedy-Serie Jennifer – Sehnsucht nach was Besseres (gewann den Deutschen Comedypreis 2018 in der Kategorie Beste Sitcom) für den NDR von Lars Jessen u. a. mit Comedypreisträger Olli Dittrich und Klaas Heufer-Umlauf. 2022/23 lief Mika Kaurismäkis GRUMP (u. a. mit Rosalie Thomass) – der #1-Komödien-Hit aus Finnland – auf Festivals in Hamburg, Lübeck, Ludwigshafen, Palm Beach und Fort Lauderdale und in den deutschen Kinos.

## Produktion (Auswahl)
- Kunstgriff (2002), Regie: André F. Nebe (Kurzkinofilm)
- Himmelfahrt (2003), Regie: Ulrike Grote (Kurzkinofilm)
- Alim Market (2004), Regie: Özgür Yıldırım (Kurzkinofilm)
- Unter weißen Segeln – Abschiedsvorstellung (2004), Regie: Walter Bannert (TV)
- Der Todestunnel (2005), Regie: Dominique Othenin-Girard, Junior Producer (TV-Movie)
- I figli strappati – Fey von Hassell (2006), Regie: Massimo Spano, Casting (TV-Zweiteiler)
- Koyamas Menü (2008), Regie: Fabian Feiner (TV-Dokumentation)
- Pfarrer Braun (2008–2010), Regie: Wolfgang F. Henschel (TV-Reihe, vier Folgen)
- Der ganz große Traum (2011), Regie: Sebastian Grobler
- 16xDeutschland, Hamburg (2013), Regie: Özgür Yildirim
- Dengler: Die letzte Flucht (2014), Regie: Lars Kraume
- Dengler: Am zwölften Tag (2015), Regie: Lars Kraume
- Jennifer – Sehnsucht nach was Besseres (2015) (Serie)
- Dengler: Die schützende Hand (2017), Regie: Lars Kraume (Uraufführung Filmfest Hamburg 9. Oktober 2017)
- Jennifer – Sehnsucht nach was Besseres (2017), Regie: Lars Jessen (Uraufführung Nord. Filmtage Lübeck 4. November 2017)
- Dengler: Fremde Wasser (2018), Regie: Rick Ostermann (Uraufführung 14. Mai 2018, ZDF)
- Dengler: Brennende Kälte (2019), Regie: Rick Ostermann (Uraufführung 2019)
- Dengler: Kreuzberg Blues (2021), Regie: Daniel Rübesam
- Grump (2022), Regie: Mika Kaurismäki